# Маркиз Милфорд-Хейвен
Маркиз Милфорд-Хейвен (англ. Marquess of Milford Haven) — аристократический титул в пэрстве Соединённого королевства. Маркизат Милфорд-Хейвен был создан королём Георгом V в 1917 году для принца Людвига Баттенберга — бывшего первого морского лорда и родственника британской королевской семьи, который среди анти-немецких настроений Первой мировой войны отказался от использования своей немецкой фамилии и титулов и принял фамилию Маунтбаттен, англоязычной версию фамилии Баттенберг. Одновременно для него были созданы титулы граф Медина и виконт Олдерни.
По состоянию на 2024 год титул принадлежат его правнуку, четвёртому маркизу, который сменил своего отца в 1970 году.

## Маркизы Милфорд-Хейвен (1917)
- 1917—1921: Луи-Александр Маунтбаттен, 1-й маркиз Милфорд-Хейвен (24 мая 1854 — 11 сентября 1921), старший сын принца Александра Гессен-Дармштадтского и его морганатической супруги графини Юлии Гауке;
- 1921—1938: Джордж Луи Виктор Генри Серж Маунтбаттен, 2-й маркиз Милфорд-Хейвен (6 декабря 1892 — 8 апреля 1938), старший сын предыдущего;
- 1938—1970: Дэвид Майкл Маунтбеттен, 3-й маркиз Милфорд-Хейвен (12 мая 1919 — 14 апреля 1970), единственный сын предыдущего;
- 1970 — настоящее время: Джордж Ивар Луи Маунтбаттен, 4-й маркиз Милфорд-Хейвен (род. 6 июня 1961), старший сын предыдущего;

Наследник: Генри Дэвид Луи Маунтбаттен, граф Медина (род. 19 октября 1991), единственный сын 4-го маркиза.